# Phyllastrephus
Phyllastrephus é um género de ave passeriformes da família Pycnonotidae.

## Espécies
Este género contém as seguintes espécies:
- Phyllastrephus debilis
- Phyllastrephus albigula
- Phyllastrephus albigularis
- Phyllastrephus viridiceps
- Phyllastrephus xavieri
- Phyllastrephus icterinus
- Phyllastrephus terrestris
- Phyllastrephus poensis
- Phyllastrephus strepitans
- Phyllastrephus cerviniventris
- Phyllastrephus fischeri
- Phyllastrephus cabanisi
- Phyllastrephus scandens
- Phyllastrephus lorenzi
- Phyllastrephus flavostriatus
- Phyllastrephus alfredi
- Phyllastrephus poliocephalus
- Phyllastrephus hypochloris
- Phyllastrephus baumanni
- Phyllastrephus fulviventris